# Гальтерн-ам-Зее
Гальтерн-ам-Зее (нім. Haltern am See) — місто в Німеччині, знаходиться в землі Північний Рейн-Вестфалія. Підпорядковується адміністративному округу Мюнстер. Входить до складу району Реклінггаузен.
Площа — 158,34 км2. Населення становить 37 845 осіб (станом на 31 грудня 2020року).